# Ryan Olander
Ryan Dee Olander (Mansfield, 28 aprile 1990) è un ex cestista e allenatore di pallacanestro statunitense.

## Palmarès

### Giocatore
- Lega Baltica: 1

Šiauliai: 2014-15